# موتور خالق خالق‌پور
موتور خالق خالق‌پور یک منطقهٔ مسکونی در ایران است که در دهستان جازموریان واقع شده‌است.